# Mănăstirea Caracalu

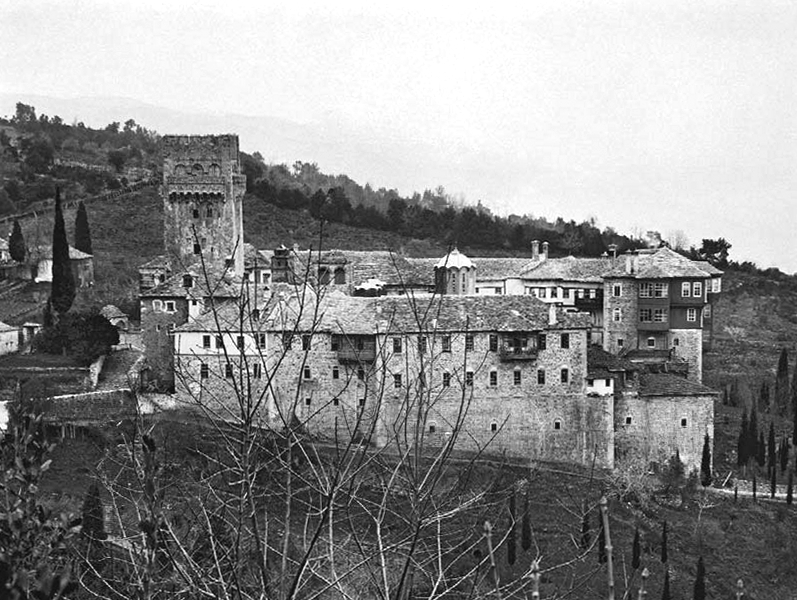
Mănăstirea Caracalu

Mănăstirea Caracalu (în greacă Καρακάλλου) este o mănăstire de pe Muntele Athos.